# Rio Gorgol
Gorgol é um rio do sul da Mauritânia que é um tributário do rio Senegal. É formado pela confluência do Gorgol Negro (194 quilômetros de comprimento), com o Gorgol Branco (345 quilômetros de comprimento). O Gorgol se junta ao Senegal em Caedi. A bacia do rio desempenha um papel importante na economia mauritana facilitada pelo investimento na década de 1970.